# Pseudocheilinus evanidus
Pseudocheilinus evanidus és una espècie de peix de la família dels làbrids i de l'ordre dels perciformes.

## Morfologia
Els mascles poden assolir els 8 cm de longitud total.

## Distribució geogràfica
Es troba des del Mar Roig fins a Sud-àfrica, les Illes Hawaii i les Tuamotu.